# Geomicrobiología

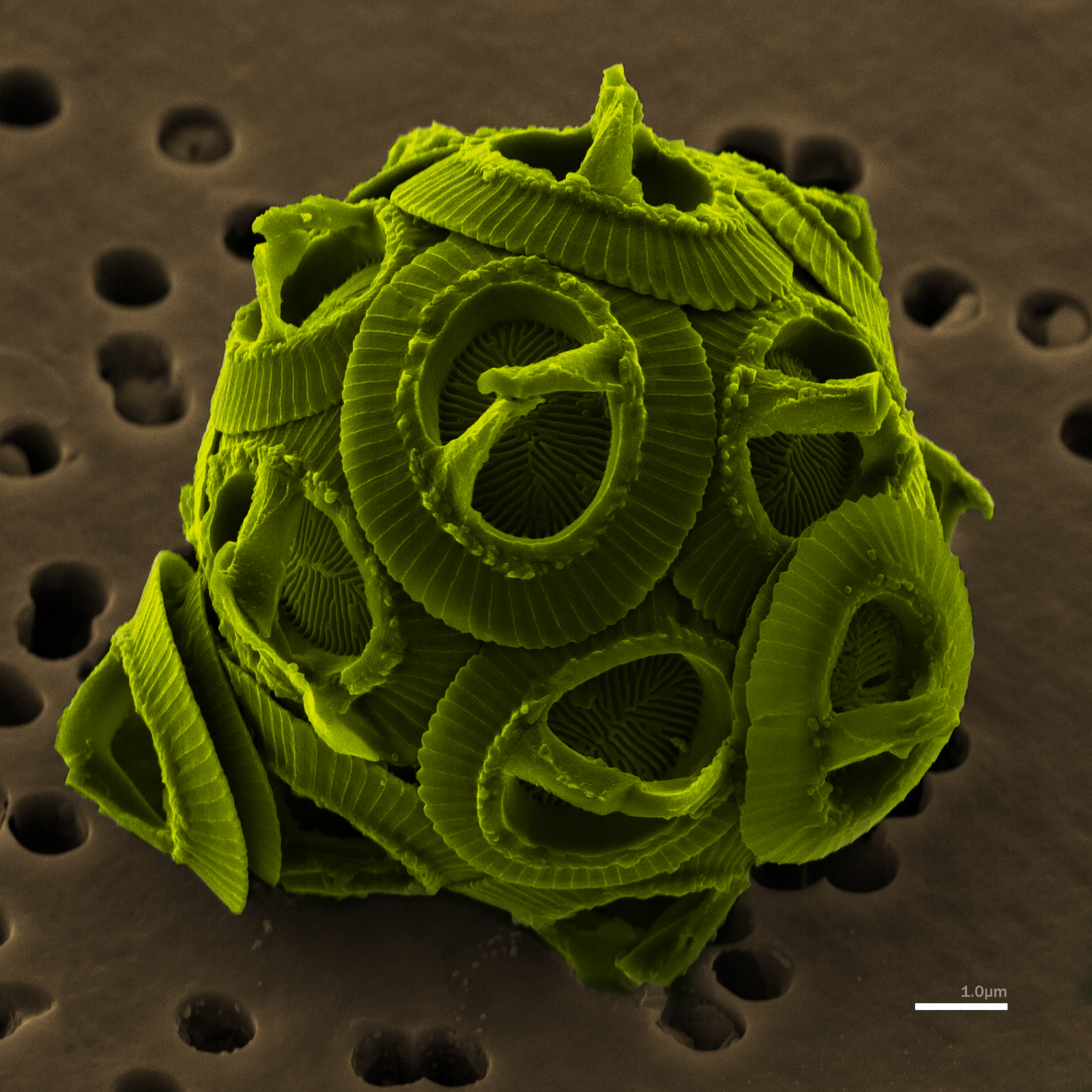
El coccolitóforo Gephyrocapsa oceanica puede convertirse en un importante sumidero de carbono a medida que aumenta la acidez del océano.

La geomicrobiología es el campo científico en la intersección de la geología y la microbiología. Se refiere al papel de los microorganismos en los procesos geológicos y geoquímicos y los efectos de los minerales y metales en el crecimiento, la actividad y la supervivencia microbiana. Dichas interacciones ocurren en la geosfera (rocas, minerales, suelos y sedimentos), la atmósfera y la hidrosfera. La geomicrobiología estudia los microorganismos que están impulsando los ciclos biogeoquímicos de la Tierra, mediando la precipitación y disolución de minerales, y sorbiendo y concentrando metales. Las aplicaciones incluyen, por ejemplo, biorremediación, minería, mitigación del cambio climático y suministros públicos de agua potable.

## Rocas y minerales

### Interacciones microbio-acuífero
Se sabe que los microorganismos impactan la capa freática al modificar sus tasas de disolución. En el acuífero kárstico Edwards, los microbios que colonizan las superficies del acuífero mejoran las tasas de disolución de la roca huésped.
En el acuífero de la corteza oceánica, el acuífero más grande de la Tierra, las comunidades microbianas pueden afectar la productividad del océano, la química del agua de mar y el ciclo geoquímico en toda la geosfera. La composición mineral de las rocas afecta la composición y abundancia de estas comunidades microbianas del subsuelo presente. A través de la biorremediación, algunos microbios pueden ayudar a descontaminar los recursos de agua dulce en acuíferos contaminados por productos de desecho. 

## Minerales precipitados microbianamente
Algunas bacterias usan iones metálicos como fuente de energía. Convierten (o reducen químicamente) los iones metálicos disueltos de un estado eléctrico a otro. Esta reducción libera energía para el uso de la bacteria y, como producto secundario, sirve para concentrar los metales en lo que finalmente se convierten en depósitos de mineral. La biohidrometalurgia o la minería in situ es donde los minerales de bajo grado pueden ser atacados por procesos microbianos bien estudiados en condiciones controladas para extraer metales. Se cree que ciertos minerales de hierro, cobre, uranio e incluso oro se formaron como resultado de la acción de los microbios.
Los ambientes subsuperficiales, como los acuíferos, son ubicaciones atractivas cuando se seleccionan depósitos para desechos nucleares, dióxido de carbono (ver secuestro de carbón) o como depósitos artificiales de gas natural. Comprender la actividad microbiana dentro del acuífero es importante, ya que puede interactuar y afectar la estabilidad de los materiales dentro del depósito subterráneo. Las interacciones entre microbios y minerales contribuyen a la bioincrustación y a la corrosión inducida por microbios. La corrosión inducida por microbios de materiales, como el acero al carbono, tiene serias implicaciones en el almacenamiento seguro de desechos radiactivos dentro de depósitos y contenedores de almacenamiento.

## Remediación ambiental
Los microbios están siendo estudiados y utilizados para degradar la contaminación de desechos orgánicos e incluso nucleares (ver Deinococcus radiodurans) y ayudar en la limpieza ambiental. Una aplicación de la geomicrobiología es la biolixiviación, el uso de microbios para extraer metales de los desechos mineros. 

### Suelo y sedimento: remediación microbiana

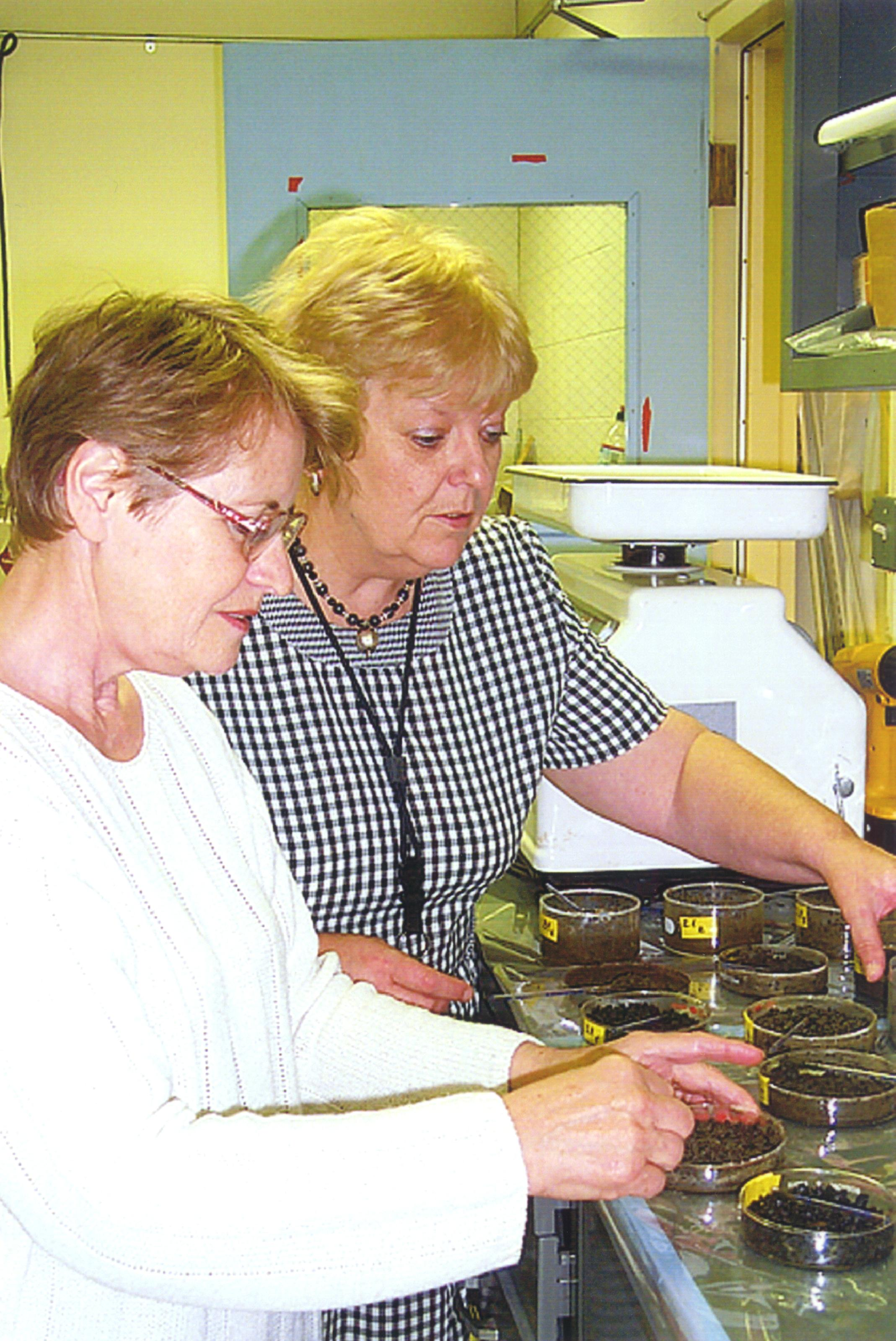
Dos científicos preparan muestras de suelo mezclado con aceite para evaluar la capacidad de un microbio para limpiar el suelo contaminado.

La remediación microbiana se utiliza en suelos para eliminar contaminantes y contaminantes. Los microbios juegan un papel clave en muchos ciclos de biogeoquímica y pueden afectar una variedad de propiedades del suelo, como la biotransformación de la especiación de minerales y metales, toxicidad, movilidad, precipitación mineral y disolución mineral. Los microbios juegan un papel en la inmovilización y desintoxicación de una variedad de elementos, como metales, radionucleidos, azufre y fósforo, en el suelo. Trece metales se consideran contaminantes prioritarios (Sb, As, Be, Cd, Cr, Cu, Pb, Ni, Se, Ag, Tl, Zn, Hg). Los suelos y los sedimentos actúan como sumideros de metales que se originan tanto de fuentes naturales a través de rocas y minerales como de fuentes antropogénicas a través de la agricultura, la industria, la minería, la eliminación de desechos, entre otros. 
Muchos metales pesados, como el cromo (Cr), en bajas concentraciones son micronutrientes esenciales en el suelo, sin embargo, pueden ser tóxicos en concentraciones más altas. Los metales pesados se agregan a los suelos a través de muchas fuentes antropogénicas, como la industria y/o fertilizantes. La interacción de metales pesados con microbios puede aumentar o disminuir la toxicidad. Los niveles de toxicidad de cromo, movilidad y biodisponibilidad dependen de los estados de oxidación del cromo. Dos de las especies de cromo más comunes son Cr (III) y Cr (VI). El Cr (VI) es altamente móvil, biodisponible y más tóxico para la flora y la fauna, mientras que el Cr (III) es menos tóxico, más inmóvil y precipita fácilmente en suelos con pH > 6. La utilización de microbios para facilitar la transformación de Cr (VI) en Cr (III) es una técnica de biorremediación ecológica y de bajo costo para ayudar a mitigar la toxicidad en el medio ambiente.

### Drenaje de ácido minero
Otra aplicación de la geomicrobiología es la biolixiviación, el uso de microbios para extraer metales de los desechos mineros. Por ejemplo, bacterias reductoras de sulfato (SRB) productos H2S que precipita metales como un sulfuro de metal. Este proceso eliminó los metales pesados de los desechos de la mina, que es uno de los principales problemas ambientales asociados con el drenaje ácido de la mina (junto con un pH bajo).
Las técnicas de biorremediación también se utilizan en aguas superficiales y subterráneas contaminadas, a menudo asociadas con el drenaje ácido de minas. Los estudios han demostrado que la producción de bicarbonato por microbios como las bacterias reductoras de sulfato agrega alcalinidad para neutralizar la acidez de las aguas de drenaje de la mina. Los iones de hidrógeno se consumen mientras se produce bicarbonato, lo que conduce a un aumento del pH (disminución de la acidez).

### Degradación microbiana de hidrocarburos
Los microbios pueden afectar la calidad de los depósitos de petróleo y gas a través de sus procesos metabólicos. Los microbios pueden influir en el desarrollo de los hidrocarburos al estar presentes en el momento de la deposición de los sedimentos de origen o al dispersarse a través de la columna de roca para colonizar los depósitos o las litologías de origen después de la generación de hidrocarburos. 

## Historia de la Tierra primitiva y astrobiología

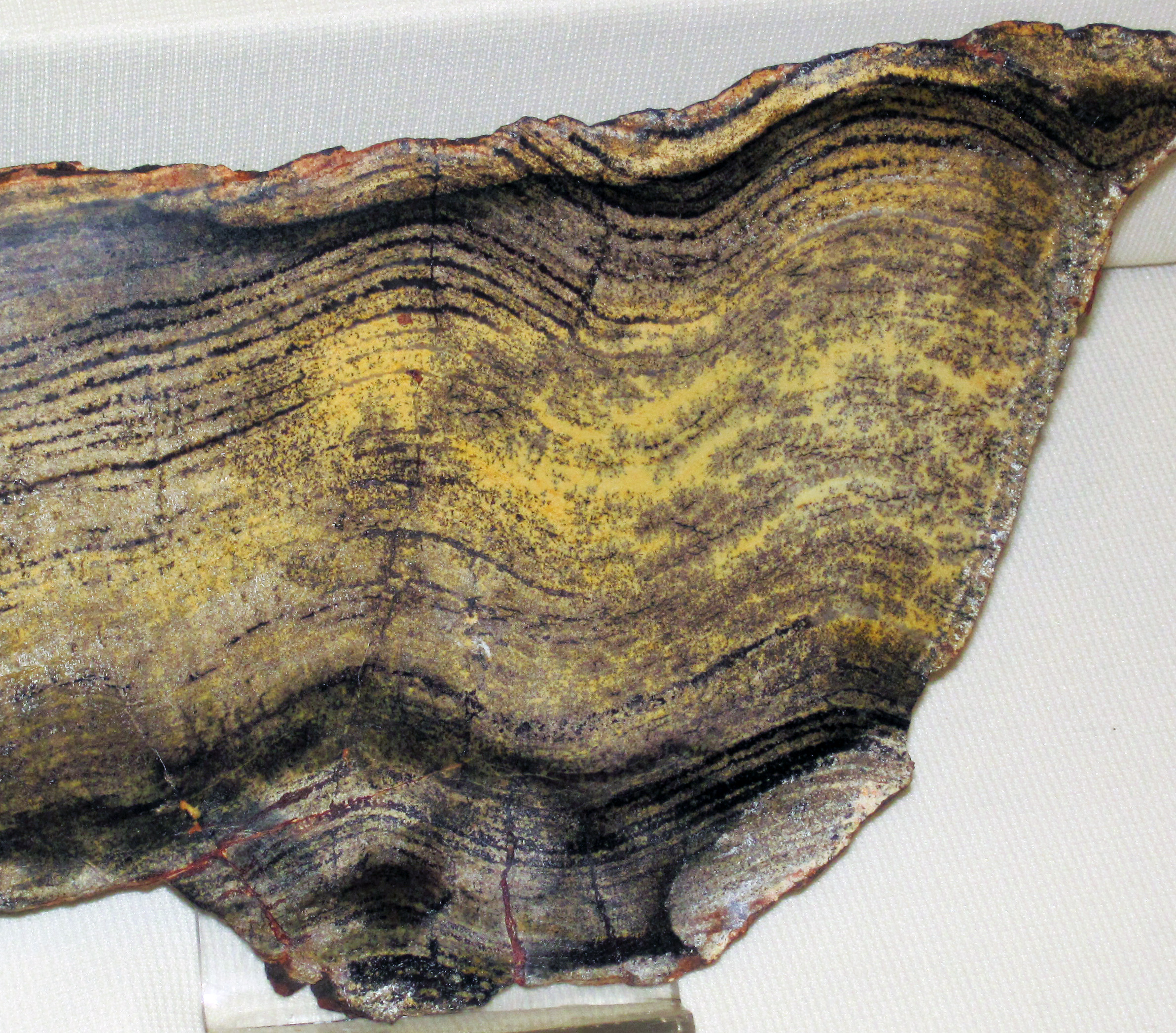
Era paleoarcaica (3.35-3.46 mil millones de años de edad) estromatolito de Australia Occidental.

Un campo de estudio común dentro de la geomicrobiología es el origen de la vida en la tierra u otros planetas. Varias interacciones roca-agua, como la serpentinización y la radiólisis del agua, son posibles fuentes de energía metabólica para apoyar a las comunidades microbianas quimio -autotróficas en la Tierra primitiva y en otros cuerpos planetarios como Marte, Europa y Encelado.
Las interacciones entre microbios y sedimentos registran algunas de las primeras pruebas de vida en la tierra. La información sobre la vida durante la Tierra Arqueana se registra en fósiles bacterianos y estromatolitos conservados en litologías precipitadas como el chert o los carbonatos. Se puede encontrar evidencia adicional de la vida temprana en tierra hace unos 3.500 millones de años en la formación Dresser de Australia en una facies de aguas termales, lo que indica que parte de la vida más temprana de la Tierra en la tierra ocurrió en aguas termales. Las estructuras sedimentarias inducidas por microbios (MISS) se encuentran en todo el registro geológico de hasta 3.200 millones de años. Están formados por la interacción de los tapetes microbianos y la dinámica física de los sedimentos, y registran datos paleoambientales, además de proporcionar evidencia de la vida temprana. Los diferentes paleoambientes de la vida temprana en la Tierra también sirven como modelo cuando se busca vida fósil potencial en Marte. 

### Extremófilos

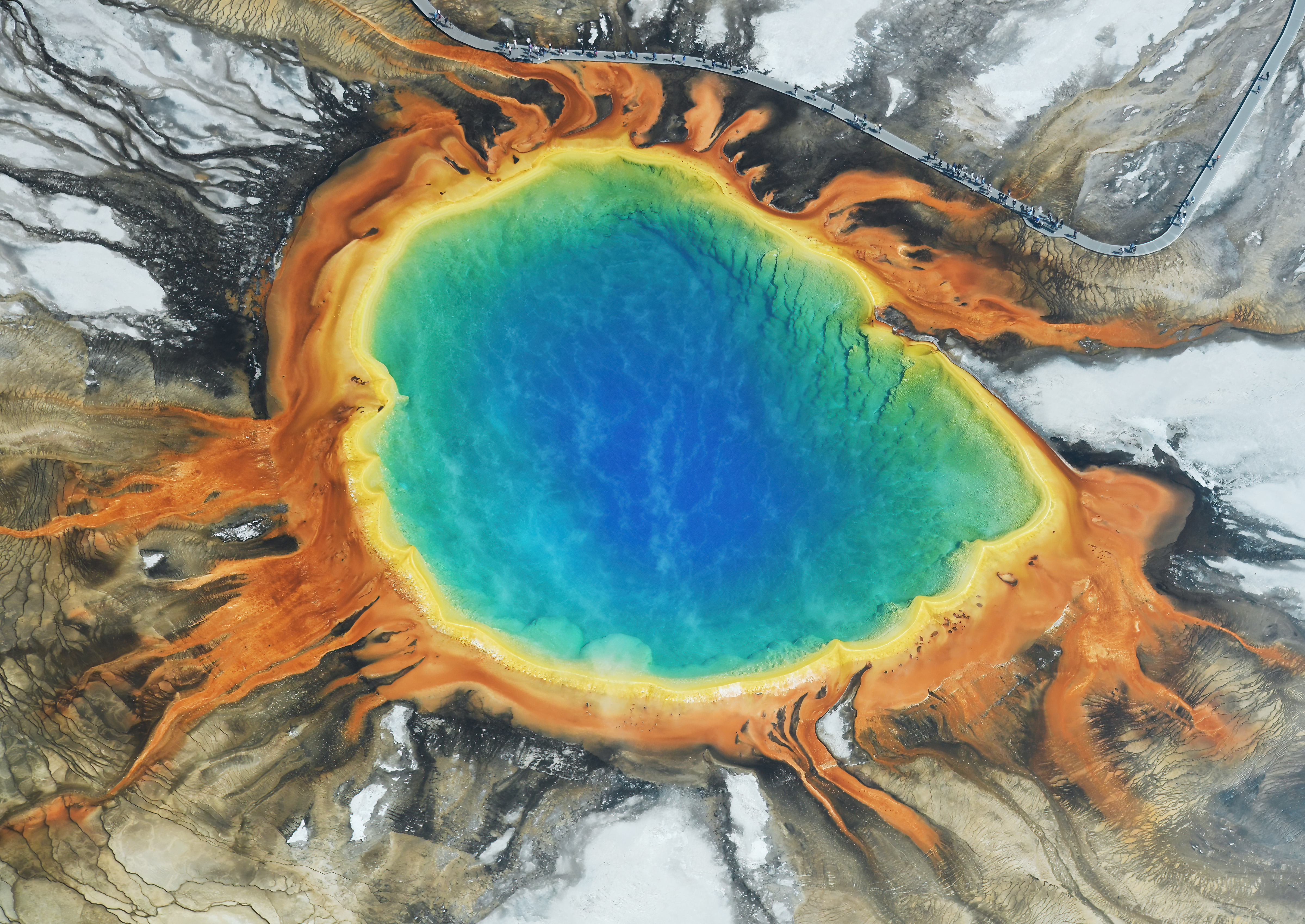
Los colores de Grand Prismatic Spring en el parque nacional de Yellowstone se deben a esteras de bacterias termofílicas.

Otra área de investigación en geomicrobiología es el estudio de organismos extremófilos, los microorganismos que prosperan en ambientes que normalmente se consideran hostiles a la vida. Dichos ambientes pueden incluir ambientes extremadamente calurosos (aguas termales o ahumadores negros de la dorsal mediooceánica), ambientes extremadamente salinos o incluso ambientes espaciales como el suelo o los cometas marcianos.
Las observaciones e investigaciones en entornos de lagunas hiper-salinas en Brasil y Australia, así como en ambientes de lagos interiores ligeramente salinos en el noroeste de China, han demostrado que las bacterias anaerobias reductoras de sulfato pueden estar directamente involucradas en la formación de dolomita. Esto sugiere que la alteración y el reemplazo de los sedimentos de piedra caliza por dolomitización en rocas antiguas posiblemente fue ayudado por los ancestros de estas bacterias anaerobias.
En julio de 2019, un estudio en Kidd Mine en Canadá descubrió organismos que respiran azufre que viven a 7900 pies debajo de la superficie y que respiran azufre para sobrevivir. Estos organismos también son notables debido al consumo de rocas como la pirita como fuente de alimento habitual.

## Otras lecturas
- Ehrlich, Henry Lutz; Newman, Dianne K., eds. (2008). Geomicrobiology. (5th edición). Hoboken: Taylor & Francis Ltd. ISBN 978-0849379079.
- Jain, Sudhir K.; Khan, Abdul Arif; Rai, Mahendra K. (2010). Geomicrobiology. Enfield, NH: Science Publishers. ISBN 978-1439845103.
- Kirchman, David L. (2012). Processes in microbial ecology. Oxford: Oxford University Press. ISBN 978-0199586936.
- Loy, Alexander; Mandl, Martin; Barton, Larry L., eds. (2010). Geomicrobiology molecular and environmental perspective. Dordrecht: Springer. ISBN 978-9048192045.
- Nagina, Parmar; Ajay, Singh, eds. (2014). Geomicrobiology and Biogeochemistry. Berlin, Heidelberg: Springer Berlin Heidelberg. ISBN 978-3642418372.